# Chosun Ilbo
Chosun Ilbo (nghĩa là Triều Tiên nhật báo) là một tờ báo lớn tại Hàn Quốc. Với lượng phát hành trên 2.200.000 ấn bản mỗi ngày, Chosun Ilbo đã được kiểm tra hàng năm bởi Cục Giám sát Phát hành được thành lập từ năm 1993. Chosun Ilbo và công ty kiểm soát của nó là Digital Chosun quản lý trang thông tin điện tử Chosun.com, trang điện tử này cũng có các phiên bản bằng tiếng Anh, tiếng Trung và tiếng Nhật. Chosun.com được xếp hạng cao nhất trong số các trang thông tin điện tử tiếng Triều Tiên theo công ty nghiên cứu Internet Rankey.com.

## Lịch sử
Tờ báo lấy tên của triều đại cuối cùng trong lịch sử bán đảo Triều Tiên, tên gọi này hiện vẫn được Cộng hòa Dân chủ Nhân dân Triều Tiên sử dụng.
Liên hiệp Thành lập Chosun Ilbo được lập nên từ tháng 9 năm 1919, và công ty Chosun Ilbo được thành lập vào ngày 5 tháng 3 năm 1920. Tờ báo đã chỉ trích, và thỉnh thoảng chống đối trực diện các hành động của chính quyền thân Nhật trong thời kỳ Triều Tiên thuộc Nhật (1910–1945).
Vào ngày 27 tháng 8 năm 1920, Chosun Ilbo đã bị đình bản sau khi tờ báo cho đăng một bài xã luận chỉ trích nặng nề việc sử dụng vũ lực quá mức của cảnh sát Nhật Bản với các công dân người Triều Tiên. Đây là khởi đầu cho mỗi loạt các vụ bị đình chỉ tiếp theo. Vào ngày 5 tháng 9 năm 1920, ba ngày sau khi lệnh đình bản lần thứ nhất được bãi bỏ, tờ báo lại cho đăng một bài xã luận có tựa đề "Đoàn thể quản trị Trung ương Nhật Bản nào đã đóng cửa tờ báo của chúng ta?". Điều này đã dẫn đến việc Chosun Ilbo bị đình bản vô thời hạn.
Vào tháng 6 năm 1923, Chosun Ilbo kỉ niệm một nghìn ngày xuất bản. Tờ báo đã có những mốc sự kiện quan trọng như trở thành tờ báo đầu tiên tại Triều Tiên có cả bản buổi sáng lẫn buổi tối, cử phóng viên quốc tế đến Liên Xô, và đăng tranh biếm họa. Tuy nhiên ngay trong cùng tháng, tờ báo lại bị chính quyền Nhật Bản đình bản vô thời hạn lần thứ ba do đã cho in một bài xã luận phản đối sự cai quản của Nhật tại Triều Tiên.
Đến mùa hè năm 1940, sau khi xuất bản số báo 6923, tờ báo chính thức bị chính quyền Nhật Bản đình chỉ. Sau hai mươi năm kể từ khi phát hành số đầu tiên, tờ báo đã bị nhà cầm quyền đình chỉ bốn lần, và từng bị tịch thu trên năm trăm số báo trước năm 1932. Tuy nhiên, Do phá sản nên chủ của tờ báo đã thay đổi, và sau đó tờ báo đã trở thành một tổ chức cộng tác với chính quyền thực dân.
Sau Chiến tranh thế giới thứ hai vào năm 1945, Chosun Ilbo đã phát hành trở lại.

## Ấn bản phụ
Ngoài tờ nhật báo, công ty cũng cho xuất bản tuần báo Jugan Chosun, nguyệt san Wolgan San, cũng như một số báo và tạp chí khác. Các ấn bản phụ khác bao gồm Digital Chosun, Wolgan Chosun, Edu-Chosun, và ChosunBiz

## Đưa tin về Triều Tiên
Năm 1986, tờ báo Chosun Ilbo đưa tin rằng "Kim Nhật Thành bị bắn chết". Quân đội Hàn Quốc khi đó cũng khẳng định thông tin, cho biết Triều Tiên đã phát tin này trên loa phóng thanh ở biên giới. Tuy nhiên, lãnh đạo Kim Nhật Thành đã xuất hiện ngay sau đó vài giờ khi đón phái đoàn Mông Cổ tại sân bay Bình Nhưỡng.
Ngày 29 tháng 8 năm 2013, tờ Chosun Ilbo dẫn "nguồn giấu tên từ Trung Quốc" rằng vào ngày 20 tháng 8 năm 2013, một đội hành quyết Triều Tiên xử tử "người tình cũ của Kim Jong-un" là ca sĩ Hyon Song-wol cùng 11 nghệ sĩ khác với lý do phạm luật cấm hành động khiêu dâm. Sau đó, ngày 16 tháng 5 năm 2014, ca sĩ Hyon Song-wol xuất hiện trên truyền hình Triều Tiên khi cô tham gia các hội nghị quốc gia của các nghệ sĩ, chứng tỏ thông tin về vụ xử tử do báo Chosun Ilbo tung ra là sai sự thật.